# Kisasszonyfa
Kisasszonyfa je selo na jugu Republike Mađarske.
Zauzima površinu od 8,87 km četvornih.

## Zemljopisni položaj
Nalazi se na 45° 56' 48" sjeverne zemljopisne širine i 18° 3' 40" istočne zemljopisne dužine.
Magyartelek je 500 m, a Magyarmecske 2,5 km zapadno, Natfara je 3,5 km zapadno-sjeverozapadno, Királyegyháza je 4 km sjeverozapadno, Gredara je 3 km sjeverno-sjeveroistočno, Valinjevo je 4 km sjeveroistočno, Tišnja je 2 km istočno, Ózdfalu je 1,5 km jugoistočno, Páprád je 4,5 km južno, a Bešenca je 5 km jugozapadno.

## Upravna organizacija
Upravno pripada Šeljinskoj mikroregiji u Baranjskoj županiji. Poštanski broj je 7954. 

## Povijest
Područje ovog sela s okolicom je bilo naseljeno od starorimskih vremena. 
U povijesnim dokumentima se Kissasszonyfa spominje pod tim imenom prvi put 1270. Selo je dobilo ime po crkvi koja je posvećena zaštitnici ovog sela, Maloj Gospi (Kisasszony).
U ovom se selu nekad nalazio utvrda s opkopom koja je pripadala obitelji Istvánffy. U toj se utvrdi 1538. rodio povjesničar i palatin Miklós Istvánffy.

## Stanovništvo
Kisasszonyfa ima 228 stanovnika (2001.). Mađari su većina. Čine 4/5 stanovnika, a Romi, koji u selu imaju manjinsku samoupravu, čine blizu desetine. 3/4 sela su su rimokatolici, 6% je kalvinista, dok desetina nisu vjernici.

## Kulturne znamenitosti
- rimokatolička crkva iz 1765.
- dvorac obitelji Istvánffy

## Poznate osobe
- Miklós Istvánffy (Kisasszonyfa, 8. prosinca 1538. - Vinica, 1. travnja 1615.), humanist i povjeničar
- Menyhért Baumholtzer, svećenik koji je djelovao u ovom selu

## Vanjske poveznice
- Kisasszonyfa[neaktivna poveznica] na fallingrain.com